# Versuchsfahrt des VT 10 551 nach Athen 1953
Die Versuchsfahrt des VT 10 551 nach Athen 1953 war eine vierwöchige Versuchs- und Werbefahrt des Neubau-Dieseltriebwagens VT 10 551 zwischen München und Athen.

## Ausgangslage
In München fand vom 20. Juni bis zum 11. Oktober die Deutsche Verkehrsausstellung 1953 statt. Dort zeigten die Deutsche Bundesbahn (DB) und die Deutsche Schlafwagen- und Speisewagengesellschaft (DSG) der Öffentlichkeit unter anderem erstmals den Nachtreisezug VT 10 551, der nach einem damals völlig neuen Konzept konstruiert war: Ein Leichtmetall-Triebwagen. Die DB und die deutsche Fahrzeugindustrie versuchten mit diesem Zug (und einem ähnlich konstruierten Tagesreisezug, VT 10 501) nach dem durch den Zweiten Weltkrieg verursachten Zusammenbruch Deutschlands wieder in den Bereich der Spitzentechnologie vorzustoßen.
Die Verkehrsausstellung 1953 wurde auch international wahrgenommen. Im Rahmen der Verkehrsausstellung kam es zu einer Reihe von Vorführfahrten mit dem Zug, unter anderem im September 1953 für die Generaldirektoren der europäischen Eisenbahnen. Sowohl der Präsident der Jugoslawischen Staatsbahn als auch der der griechischen Staatsbahn besuchten die Ausstellung, nahmen wohl an der Probefahrt teil und sprachen eine Einladung aus, einen der Triebzüge auch ihr Land besuchen zu lassen. Gelegenheit dazu bot die Internationale Fahrplankonferenz, die in diesem Jahr in Athen stattfand. Der Präsident der DB, Edmund Frohne, sollte sie auf diesem Weg erreichen. Offiziell handelte es sich um eine „technische Expedition“, es sei keine „Reklamefahrt“. Tatsächlich war es aber auch genau das: eine Werbefahrt für die deutsche Wirtschaft und Fahrzeugindustrie.
Auch die Politik stand hinter der Fahrt. Sie betonte den „völkerverbindenden Charakter der Eisenbahn“. Dahinter stand, dass sich der jugoslawische Staatschef Josip Broz Tito seit 1948 zunehmend von der Sowjetunion und dem Ostblock distanzierte. 1950 kam es zum Bruch zwischen den kommunistischen Parteien beider Länder, der bis zum Ende der Stalin-Ära (1956 mit dem XX. Parteitag der KPdSU) andauerte. Tito verfolgte eine eigenständige, jugoslawische, kommunistische Politik, den sogenannten Titoismus. Jugoslawien näherte sich außenpolitisch dem Westen an und pflegte engere wirtschaftliche Beziehungen zu den kapitalistischen Staaten. Daran war „der Westen“, zu dem auch die junge Bundesrepublik Deutschland gehörte, interessiert.

## Versuchsfahrt

### Vorbereitung
Der Zug wurde für die Fahrt um einen Mittelwagen „h“ ergänzt, einen Aufenthalts- und Speiseraum mit 21 Plätzen. Er verkehrte so in folgender Zusammensetzung:
| Wagen         | Beschreibung                                                                                 | Anmerkung                                         |
| ------------- | -------------------------------------------------------------------------------------------- | ------------------------------------------------- |
| Triebkopf a   | Führerstand, Maschinenraum, Gepäckraum, Dienstabteil, 5 Einbett-Abteile, Toilette, Waschraum |                                                   |
| Mittelwagen c | 4 Zweibett-Abteile mit Toilette, Waschraum, 2 DSG-Dienstabteile, Kofferraum                  | Der Wagen wurde 1956 zum Halbsalonwagen umgebaut. |
| Mittelwagen d | 4 Zweibett-Abteile mit Toilette, 2 Kofferräume                                               |                                                   |
| Mittelwagen h | Speiseraum mit 21 Plätzen                                                                    | Nachträglich bestellt und in den Zug eingefügt.   |
| Mittelwagen e | 2 Einbett-Abteile, Küche mit Buffet und Bar                                                  |                                                   |
| Mittelwagen f | 9 Einbett-Abteile, Toilette, Koffer-, Wäsche- und Vorratsräume                               |                                                   |
| Mittelwagen g | 8 Einbett-Abteile, Dienstabteil, Waschraum, Koffer-, Wäsche- und Vorratsräume                |                                                   |
| Triebkopf b   | 12 Liegesitze in Großraum, Garderobe, Kofferraum, zwei Toiletten, Maschinenraum, Führerstand |                                                   |

Der VT 10 551 verließ die Deutsche Verkehrsausstellung vorzeitig und absolvierte in der neuen Zusammensetzung Testfahrten, unter anderem auf der Geislinger Steige, vor allem um die Fahrtüchtigkeit in Steigungen zu überprüfen, da die Strecke nach Athen eine Alpenüberquerung erforderte und auch in Griechenland zum Teil durch gebirgiges Gelände verläuft. Diese Versuchsfahrten wurden zur Zufriedenheit der Beteiligten absolviert.
Weiters wurde ein Hilfszug zusammengestellt, der im Blockabstand hinter dem VT 10 551 herfahren sollte. Dieser wurde ebenfalls aus den modernsten Wagen gebildet, die der DB zur Verfügung standen, und war damit zugleich Werbeträger für Güterwagen aus deutscher Produktion. Der Zug führte einen Kesselwagen für den Treibstoff des VT 10 551, einen Kühlwagen für die Versorgung der Küche und der Fahrgäste des Hauptzuges sowie gedeckte Güterwagen mit Schiebedächern für Ersatzteile und Werkzeuge, einen Generatorwagen und Schlafwagen mit. Gezogen wurde der Hilfszug wohl von ein oder zwei V 200.

### Fahrt

#### Hinfahrt
Die Fahrt begann am 25. September 1953 in München mit einer Vorbesprechung aller Fahrtteilnehmer unmittelbar vor der Abfahrt. Die Fahrt bis zur ersten Grenze bei Salzburg verlief störungsfrei. Auf der gesamten Strecke fuhren Triebfahrzeugführer der DB den Zug. Auf den Strecken der Österreichischen Bundesbahnen, in Jugoslawien und Griechenland wurden sie von Lotsen mit örtlicher Streckenkenntnis begleitet. Auch die Überquerung der Tauern bereitete keine Probleme. Zwischen Rosenbach und Jesenice wurde die Grenze nach Jugoslawien mit Verspätung überschritten, weil der Hilfszug nicht schnell genug nachgekommen war. Die Pass- und Zollkontrolle dagegen erwies sich an den meisten Grenzen als unproblematisch. Im Bahnhof Postojna gab es am 26. September 1953 einen mehrstündigen Aufenthalt für touristisches Beiprogramm: einen Besuch der Tropfsteinhöhlen von Postojna. Von dort ging die Fahrt weiter nach Rijeka, wo ein Bootsausflug nach Opatija auf dem Programm stand. In Zagreb Hauptbahnhof kam es zu einer technischen Störung an zwei der vier Motoren des Zuges, die aber kurz darauf behoben werden konnte.
Am 27. September 1953 erreichte der Zug Sarajevo, wo wieder ein touristisches Programm anstand. Gegen Mitternacht des Tages verließ der Zug die Stadt. Etwa 90 Minuten später trat ein Rollenlagerschaden an der letzten Treibachse auf, und der Zug blieb etwa 10 km vor Zenica liegen. Die Ursache für den Schaden blieb ungeklärt. Im Schritttempo wurde er in den dortigen Bahnhof gefahren. Mit Hilfe der jugoslawischen Eisenbahner aus dem Bahnbetriebswerk Zenica und dem Stahlwerk Zenica gelang eine Reparatur innerhalb von fünf Tagen. So konnte am 3. Oktober 1953 weiter gefahren werden. Ohne Probleme und längere Unterbrechungen wurde nun die griechische Grenze erreicht. Der dortige Zoll war über die ungewöhnlichen Züge verblüfft und plombierte die Güterwagen des Hilfszuges, damit in Athen über die Verzollung entschieden werden könne. Die Steigungen in Griechenland wurden ohne Probleme überwunden. Im Bahnhof Inoi reinigten griechische Eisenbahner den Zug von außen, damit er in „Hochglanz“ in die griechische Hauptstadt einfahren konnte.
Am 5. Oktober 1953 um 18:20 Uhr erreichte der Zug den Larisa-Bahnhof in Athen. Das Interesse der Teilnehmer der Internationalen Fahrplankonferenz und auch der allgemeinen Öffentlichkeit an dem futuristisch wirkenden Triebzug war groß.

#### Rückfahrt
In der Nacht vom 17. auf den 18. Oktober 1953 startete der Zug zur Rückfahrt, die zunächst in Levadia für einen Ausflug mit Bussen nach Delphi unterbrochen wurde. In Jugoslawien fanden Besprechungen mit der Eisenbahn-Generaldirektion in Belgrad und den Eisenbahndirektionen in Zagreb und Ljubljana statt. Da das tagsüber geschehen musste, wurde überwiegend nachts gefahren. Auf der Tauern-Rampe wurde die planmäßige Fahrzeit des dort von Elektrolokomotiven gezogenen Tauern-Express um eine Minute unterboten. Bei der Ankunft in München Hauptbahnhof am 21. Oktober 1953 um 09:13 Uhr hatte der Zug zwei Minuten Verspätung. Soweit möglich, erreichte der Zug unterwegs eine Geschwindigkeit von 115 km/h. Die Kosten der Fahrt beliefen sich damals auf 45.255 DM, von denen die Industrie 28.000 DM übernahm.

### Befahrene Strecken
Folgende Strecken wurden im Zuge des beschriebenen Laufwegs von München über Rosenbach, Jesenice, Postojna, Rijeka, Zagreb, Sarajevo, Belgrad und Gevgelija nach Athen auf ganzer Länge oder abschnittsweise befahren:
- Bahnstrecke München–Rosenheim
- Bahnstrecke Rosenheim–Salzburg
- Salzburg-Tiroler-Bahn
- Tauernbahn
- Drautalbahn
- Bahnstrecke Villach–Rosenbach
- Rosentalbahn
- Bahnstrecke Tarvisio–Ljubljana
- Bahnstrecke Spielfeld-Straß–Trieste Centrale
- Bahnstrecke Pivka–Rijeka
- Bahnstrecke Zagreb–Rijeka
- Bahnstrecke Zagreb–Dugo Selo
- Bahnstrecke Dugo Selo–Novska
- Bahnstrecke Novska–Tovarnik
- Bahnstrecke Strizivojna-Vrpolje–Slavonski Šamac
- Bahnstrecke Šamac–Sarajevo
- Bahnstrecke Beograd–Šid
- Bahnstrecke Beograd–Preševo
- Bahnstrecke Tabanovci–Gevgelija
- Bahnstrecke Thessaloniki–Idomeni
- Bahnstrecke Piräus–Thessaloniki

## Wertung
Die Fahrt ist in mehrfacher Hinsicht bemerkenswert:
- Technisch war die Fahrt ein großer Erfolg. Die Motoren liefen ohne größere Störungen.[25] Kein einziges Mal gab es Probleme mit den Bremsen, auch nicht in den Gefällen der Gebirgsstrecken. Eine Reparatur, selbst ein Nachstellen der Bremsen, war während der vierwöchigen Fahrt nicht erforderlich.[26] Die Befürchtung, dass sich die Leichtmetallkonstruktion der Wagen bei einseitiger Bestrahlung durch die Sonne verziehen werde, erwies sich als unbegründet.[27] Auch die Bordtechnik arbeitete weitgehend störungsfrei,[28] insbesondere die Klimaanlage und die elektrische Bordküche.[29] Der auf engstem Raum abzuwickelnde Hotelbetrieb im Zug lief störungsfrei.[30] Im Begleitzug setzte beim Betanken des Hauptzuges im Bahnhof Zagreb einmal der Generator aus, als die beiden Züge die Hauptdurchfahrtsgleise belegt hatten und so den gesamten planmäßigen Verkehr aufhielten.[31]
- Auch menschlich war die Versuchsfahrt ein großer Erfolg: Die Eisenbahner der beteiligten Länder arbeiteten reibungslos zusammen.[32] Die Zugehörigkeit zu unterschiedlichen politischen Systemen oder die Verbrechen, die in den durchfahrenen Ländern nur wenige Jahre zuvor im Zweiten Weltkrieg durch Deutsche verübt worden waren, scheinen keine Rolle gespielt zu haben.[33]
- Politisch war die Versuchsfahrt des VT 10 551 durch Jugoslawien im Rahmen der Absetzung Jugoslawiens von der Sowjetunion ein kleines, aber deutliches Zeichen.

## Nachwirkungen
Die Fahrt des VT 10 551 nach Athen hatte noch ein parlamentarisches Nachspiel im Deutschen Bundestag, da Edmund Frohnes Frau und seine beiden Kinder mitgereist waren. Die Parlamentarier wollten wissen, warum und wer die Kosten dafür getragen habe. Die Antwort: Die Familie von Edmund Frohne sei von der griechischen Eisenbahn eingeladen worden, weil Edmund Frohne vor dem Zweiten Weltkrieg für die griechische Eisenbahn gearbeitet hatte. Die Kosten für die Fahrt habe Edmund Frohne getragen.
Vom 10. November bis zum 4. Dezember 1954 fuhr der VT 10 551 ein zweites Mal nach Athen: An der Spitze einer Regierungsdelegation reiste Bundeswirtschaftsminister Ludwig Erhard nach Griechenland. 
Vom 11. bis 24. Mai 1956 nutzte Bundespräsident Theodor Heuss den um den Salonwagen „i“ ergänzten Zug für einen Staatsbesuch in Griechenland, den ersten Auslands-Staatsbesuch eines deutschen Bundespräsidenten nach dem Zweiten Weltkrieg. Damit kam der VT 10 551 ein drittes Mal nach Jugoslawien und Griechenland.